# أيل ثورلود
أيل ثورلود هو نوع أيل مهدد يعيش في الأراضي العشبية، أراضي الأشجار القمئية والغابات في شرق هضبة التبت.